# José Américo Orzali
José Américo Orzali (Buenos Aires, 13 de marzo de 1863 - San Juan, 18 de abril de 1939) fue un sacerdote católico argentino, primer arzobispo de San Juan de Cuyo.

## Biografía
Hijo de un arquitecto italiano recientemente inmigrado, ingresó al seminario a los 14 años de edad. Cuando era diácono, acompañó a monseñor Luigi Matera, nuncio apostólico hasta ese momento, en su viaje de regreso a Italia.
Se ordenó sacerdote en 1883 y fue asignado a la Iglesia de la Piedad. En 1890 fue nombrado cura de la Parroquia de Santa Lucía, en el barrio porteño de Barracas, donde dedicó sus principales esfuerzos a la catequesis de los niños de las 32 escuelas públicas de ese barrio; esperaba que terminaran las clases para ingresar a las aulas, venciendo con modos humildes y tranquilos la resistencia de los maestros, muchos de los cuales eran anticlericales. Para ganarse la atención de los niños, rezaba todos los domingos una "misa de niños", simplificada y con homilías de alrededor de cinco minutos de duración.
Participó de la peregrinación a Roma y a Tierra Santa que realizó monseñor Espinosa en 1893; para ese entonces, ya había fundado dos instituciones seculares en su parroquia: la Congregación de Hijas de María y la Congregación de la Doctrina Cristiana.
Desde que en 1892 el padre Federico Grote fundó el primer Círculo Católico de Obreros, Orzali lo secundó, y rápidamente creó el Círculo de Obreros de Barracas al Norte, que llegaría a tener 3000 asociados.
En 1895 creó la orden de las Hermanas de Nuestra Señora del Rosario (las "Hermanas Rosarinas"), de cuya primera escuela fue párroco y sobre la cual ejerció una especie de patronato hasta la definitiva aprobación de la orden en 1938. En la actualidad, la orden tiene 11 colegios en todo el país, y trabaja también en hospitales.
En 1903 fue nombrado capellán en el cuarto viaje de instrucción de la Fragata Presidente Sarmiento, con la cual hizo un largo periplo por las costas atlánticas del continente americano. En 1906 fue trasladado a la parroquia San Miguel Arcángel de la ciudad de Buenos Aires.
El 30 de diciembre de 1911 fue nombrado obispo de la diócesis de San Juan de Cuyo por el papa Pío X. Su jurisdicción incluía las provincias de San Juan, Mendoza y San Luis y el Territorio Nacional del Neuquén. Fue consagrado por monseñor Espinosa en la Catedral de Buenos Aires y ocupó su sede episcopal en abril de 1912. Desde su primera visita pastoral se mostró muy activo, recorriendo más de 10 000 km. Durante su gestión visitó más de trescientos pueblos, pronunció seis mil quinientos sermones, administró ciento setenta y seis mil cincuenta y cuatro confirmaciones y dirigió trescientas cuarenta y nueve misiones.
En 1917 presidió la fundación del Círculo de Obreros Católicos de San Juan. Tuvo una actitud expectante respecto de los gobiernos provinciales, que contrastaba con la postura militante en defensa de la religión tradicional de sus antecesores en la diócesis —y de otros prelados de su época— con una postura de negociación, especialmente con el gobierno de Federico Cantoni. Un cura de su diócesis, que además era rector del Colegio Nacional, fue diputado nacional por el cantonismo entre 1924 y 1928. En 1934 instaló el primer colegio de los salesianos en San Juan.
En 1934 se crearon la diócesis de Mendoza y la diócesis de San Luis, acto en el cual también se elevó la de San Juan de Cuyo a la categoría de arquidiócesis, continuando monseñor Orzali en su cátedra como arzobispo. El territorio a su cargo se había reducido enormemente, pero el trabajo que tenía por delante era un gran desafío: existían en la provincia solamente cuatro parroquias: la Catedral, la de San José de Jáchal, la de San Agustín del Valle Fértil y la de la Inmaculada Concepción de Pueblo Viejo.
Falleció el 18 de abril de 1939 en su palacio episcopal, tras sufrir una larga enfermedad, aunque la causa concreta de su muerte fue un accidente cerebrovascular. Desde 1984, su tumba se encuentra en la nueva Catedral de San Juan (Argentina).
Escuelas en varias ciudades del país y calles en las ciudades de Mendoza, Córdoba, Trenque Lauquen y Olavarría recuerdan a este obispo. Actualmente es considerado siervo de Dios y se encuentra en proceso de beatificación.
El Colegio secundario, fundado por el padre Roberto Tissera, creado en la década de los sesenta, en la localidad de Merlo, San Luis, fue bautizado con su nombre en su honor.
Se sabe que Orzali desde la creación de los Alfajores de Maicena(creados alrededor del 1898), el obispo se enamoró de este postre tan singular hecho a base de maicena, dulce de leche siendo recubierto éste con coco rallado.